# Гімнелові
Гімнелові (Gymnelinae) — підродина риб родини бельдюгових.
Ця підродина включає 15 родів:
- Andriashevia
- Barbapellis
- Bilabria
- Davidijordania
- Ericandersonia
- Gymnelopsis
- Gymnelus — Гімнел
- Hadropareia
- Krusensterniella
- Magadanichthys
- Melanostigma
- Nalbantichthys
- Opaeophacus
- Puzanovia
- Seleniolycus